# Анти-Фэнтяньская война
Анти-Фэнтяньская война (кит. 反奉战争), также известная как Война между Народными армиями и Фэнтяньской кликой (кит. 国奉战争) и Третья Чжили-Фэнтяньская война (кит. 第三次直奉战争) — один из конфликтов периода милитаристских междоусобиц в Китае, длившийся с ноября 1925 по апрель 1926 годов.

## Предыстория
После второй Чжили-Фэнтяньской войны в ноябре 1924 года в Пекине было сформировано коалиционное правительство из Чжан Цзолиня (от Фэнтяньской клики), Фэн Юйсяна (от Народных армий) и Дуань Цижуя (от Аньхойской клики). Хотя формальным главой правительства был Дуань Цижуй, но так как от Аньхойской клики к тому моменту уже практически ничего не осталось, то он был номинальной фигурой, под его началом была лишь его личная гвардия, размещённая в столице. Чжан и Фэн находились на идеологически непримиримых позициях, и потому Дуань удерживался у власти, играя на противоречиях между ними.
Летом 1925 года как Чжан, так и Фэн стали пытаться заключить соглашение со своим бывшим противником — У Пэйфу из Чжилийской клики. Так как в 1924 году Фэн Юйсян предал чжилийцев, У Пэйфу предпочёл в ноябре заключить союз с Чжан Цзолинем.

## Ход войны

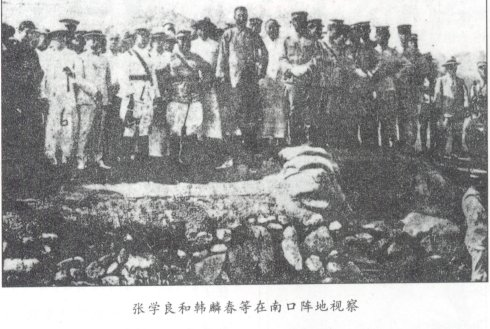
Чжан Сюэлян и Хан Линьчунь проводят смотр войск в Нанкоу

В октябре 1925 года Го Сунлин из Фэнтяньской клики переметнулся на сторону Фэн Юйсяна, и в 22 ноября осадил Мукден. Чан Кайши попытался подбить на предательство в пользу НРА и Сунь Чуаньфана, который был недоволен тем, что ему как члену Чжилийской клики пришлось вступить в союз со своим недавним противником Чжан Цзолинем. Однако Сунь отказался, и казнил посланца Чана; Чан в ответ казнил посланца Суня. Ван Цзинвэй предложил отправить Чан Кайши в качестве советника к Фэн Юйсяну, однако Чан, усмотрев в этом попытку оторвать его от его базы в Академии Вампу, отказался.
24 декабря Го Сунлин был убит и осада Мукдена была снята. Народные армии под давлением войск Чжан Цзолиня, У Пэйфу, Ли Цзинлиня и Чжан Цзунчана были оттеснены на северо-запад. В январе 1926 года Фэн Юйсян ушёл в отставку и отбыл в СССР на учёбу. Японские авиация и флот оказывали непосредственную поддержку войскам Фэнтяньской клики, что привело к бойне 18 марта; хотя Дуань Цижуй публично осудил эти жестокие действия, под давлением представителей Народных армий ему пришлось уйти со своего поста.
В апреле, чтобы умиротворить Чжилийскую клику, представители Народных армий освободили бывшего президента Цао Куня, который был арестован Фэн Юйсяном ещё в 1923 году, однако У Пэйфу ничего на это не ответил. Войска Чжан Сюэляна оккупировали Пекин, вслед за ними туда вошли войска У Пэйфу, после чего город был разграблен.
Бежавшие Народные армии попытались уйти через провинцию Шаньси, однако клика провинции Шаньси придерживалась строгого нейтралитета в милитаристских войнах, и сражалась с любыми войсками, пытавшимися пересечь границы провинции.

## Последствия
Несмотря на совместную оккупацию столицы, Чжан и У так и не смогли прийти к согласию в вопросе о новом главе правительства: У хотел восстановить Цао Куня, в то время как Чжан Цзолинь подумывал о реставрации монархии во главе с Пу И. В итоге, после череды короткоживущих кабинетов, Чжан Цзолинь, пользуясь ослаблением Чжилийской клики, сам возглавил правительство в качестве диктатора.
В результате военных действий войскам Чжилийской клики пришлось передислоцироваться на север, оставив свою промышленную базу на юге слабо защищённой против недооцениваемых гоминьдановских войск. В июле 1926 года Народно-революционная армия начала Северный поход, и Народные армии перешли на её сторону, став частью сил партии Гоминьдан.